# Harper's Bazaar Ukraine
Harper's Bazaar Ukraine — українське видання американського жіночого журналу Harper's Bazaar, що виходить в Україні з 2008 року.

## Історія
Перший номер російськомовного українського жіночого журналу про моду і розкіш вийшов 15 грудня 2008 року за ліцензією американської групи Hearst Corporation. Головним редактором видання стала Наталія Гузенко. Стартовий наклад журналу склав 25 000 примірників обсягом в 220 сторінок. Видавничий дім Sanoma Magazines Ukraine анонсував щомісячний вихід Harper's Bazaar в Україні та розповсюдження у містах із населенням понад 500 тисяч мешканців (70 % у Києві та 30 % в інших регіонах) та рекомендованою роздрібною ціною 25 гривень.
20 серпня 2009 року було зареєстровано доменне ім'я harpersbazaar.com.ua.
26 листопада 2014 року стало відомо що Hearst Shkulev Ukraine придбав ліцензію на видання «Harper's Bazaar Україна».
1 лютого 2015 року американський видавець та українська компанія «Ейч Ес Україна» уклали ліцензійний договір, за яким видавничому дому було надано право на використання в Україні торгової марки Harper's Bazaar та доменних імен, у тому числі спірних — harpersbazaar.com.ua.
14 липня 2017 року відбувся запуск вебсайту «Harper's Bazaar Україна».
У 2021 році видавничий дім HS Ukraine наздогнали фінансові проблеми. У червні 2021 року Hearst розірвали ліцензійні угоди на видання глянців в Україні. У вересні ЗМІ стало відомо що з видавничого дому масово звільняються співробітники, після того, як їм впродовж місяців затримували заробітні плати, а директор HS Ukraine Максим Ульянченко заявив, що компанія ухвалила рішення про скорочення періодичності виходу журналів та зосередження на розвитку контенту для цифрових медіа. Про свою заяву на звільнення з видавничого дому HS Ukraine повідомила редактор журналу Harper's Bazaar Ukraine Олена Тулбанова, яка пропрацювала 14 років на позиції б'юті редактора, з яких 12 років присвятила журналу Cosmopolitan (Cosmo Beauty та Cosmopolitan Bride) та 2 роки Harper's Bazaar Ukraine.
У липні 2023 року стало відомо що Hearst подала скаргу до Всесвітньої організації з питань інтелектуальної власності на українську компанію «Ейч Ес Україна» зокрема щодо використання домену harpersbazaar.com.ua. Панель WIPO 12 липня 2023 року вирішила переделегувати спірні домени на користь Hearst Communications. Станом на 22 липня harpersbazaar.com.ua не вів на портал глянцю, його було виділено на доменне ім'я bazaarmag.com.ua.
22 листопада 2023 року пресслужба DP Media розіслала ЗМІ анонс отримання ліцензійних прав на  публікацію видань Harper's Bazaar та Cosmopolitan, управління вебсайтами, соціальними мережами та організацію публічних заходів цих видань в Україні, а також анонсувала повернення Harper's Bazaar Ukraine вже у грудні того ж року на чолі з головним редактором Катериною Поповою. 14 грудня того ж року Harper's Bazaar Ukraine відновив активність у спільноті в Facebook  вперше з 23 лютого 2022 року, а вже за тиждень, 21 грудня глянець опублікував у Facebook перший допис з посиланням на матеріал на вебсайті harpersbazaar.com.ua, що сам датується публікацією 15 грудня і в якому передруковано анонс повернення глянцю в Україну.

### Головний редактор
- Катерина Попова (2023 дотепер)[8];

- Олена Тулбанова (2019—2021)[7];

- Анна Земскова (2014 -2019)[9];

- Наталія Гузенко (2008—2014).

## Нотатки
1. ↑  За підсумками 2019 року оціночні рекламні доходи глянцю сягали 54,40 млн грн[5].
2. ↑  Станом на червень того ж року його відвідали 34,5 тисяч користувачів[2].